# Valentina Acosta Giraldo
Valentina Acosta Giraldo, född 19 april 2000, är en colombiansk bågskytt. Hon deltog vid olympiska sommarspelen 2020.